# 상봉초등학교 (충북)
상봉초등학교는 대한민국 충청북도 청주시 흥덕구 오송읍에 있는 공립 초등학교이다.

## 학교 연혁
- 1946. 09. 01 공립상봉국민학교 개교
- 1952. 03. 28 제1회 졸업식 거행
- 1996. 03. 01 상봉초등학교로 호칭 변경
- 1997. 11. 25 열린교실 9.5실(208평) 준공
- 1998. 02. 05 병설유치원 설립 인가(1학급)
- 1999. 11. 02 충청북도교육청지정 교단 선진화 시범운영 발표
- 2000. 11. 25 본관 2층 4.5실(133평) 증축
- 2007. 04. 16 방과후 보육교실 개설
- 2007. 10. 30 방과후 보육교실 현대화 사업 공사
- 2008. 08. 30 급식소 리모델링 및 동로 비가림 공사
- 2009. 03. 01 에듀파인 학교회계제도 시범 운영(도지정)
- 2009. 11. 21 다목적교실 및 영어체험교실 리모델링 공사
- 2010. 03. 02 창의·인성 선도학교 운영(도지정)
- 2012. 03. 01 수업방법 시범학교 운영(도지정)
- 2012. 09. 01 제22대 류동현 학교장 부임
- 2014. 02. 19 제63회 13명 졸업식(총 1682명)
- 2014. 03. 01 기초튼튼 행복학교 학습종합클리닉 선도학교 운영
- 2014. 03. 03 1학년 신입생 4명 입학(남 2명, 여 2명)
- 2014. 04. 01 2014 농어촌 ICT 활용 시범운영학교 운영
- 2015. 02. 17 제64회 14명 졸업식(총 1696명)
- 2015. 03. 01 제23대 김지수 학교장 부임

## 참고 자료
- 상봉초등학교 - 한국교육학술정보원 학교알리미